# Schönebeck-Elmener Straßenbahn
Die Schönebeck-Elmener Straßenbahn verband die Städte Schönebeck (Elbe) und Groß Salze (jetzt Bad Salzelmen) im ehemaligen Kreis Calbe der preußischen Provinz Sachsen.

## Geschichte
Die Schönebeck-Elmener Straßenbahn AG wurde 1886 gegründet und eröffnete bereits am 28. Mai desselben Jahres eine 2,6 km lange Pferdebahn vom Bahnhof Schönebeck nach der Kleinstadt Groß Salze, die damals 9000 Einwohner zählte.
Die Strecke begann an der Südseite des Staatsbahnhofes Schönebeck und führte über die Friedrichstraße in südwestlicher Richtung nach Großsalze, durchquerte den Ort und endete am Kurpark des Solbades Elmen.
Während des Ersten Weltkrieges musste der Betrieb 1917 aus wirtschaftlichen Gründen eingestellt werden. Am 14. Juni 1919 ging die Gesellschaft in Konkurs. Im Sommer 1920 wurden die Gleise abgebaut.
Die elektrische Vorortlinie der Magdeburger Verkehrsbetriebe, die von 1926 bis 1969 zwischen Magdeburg und Schönebeck verkehrte, endete an der Nordseite des Bahnhofs. Zwischen beiden Diensten gab es also weder eine zeitliche Überschneidung noch gar eine Schienenverbindung.
Heute verbindet die S-Bahn Mittelelbe Bad Salzelmen und den Bahnhof Schönebeck über die Bahnstrecke Schönebeck–Güsten.